# MAN ND 202
1994-ben mutatták be az MAN ND 202 prototípus járművet, a 3500-as azonosítószámút. Belső gyári típusjelzés: MAN A14. BVG rendszerében a DN94-es számot viseli. A prototípus magassága még megegyezett a ’30-as évek óta az emeletes buszoknál Berlinben megszokott 4,06 m-rel, de a sorozatgyártott példányok már 4,12 m-es magassággal rendelkeztek, így néhány helyen a magasságkorlátozás alá nem fértek be. Ezen az emeletes típuson jelent meg a 3 ajtó először Németországban. 1995-ben érkezett 86 db a városba a (BVG rendszerében DN95) így a flotta mérete 87 db-ra nőtt. Ezen a típuson alkalmazták először emeletes buszon a mai napig jellemző BVG flottaszínt. 2008-ban a típus az alábbi vonalakon közlekedett: 100, 200, 119, 219. 2010-ben selejtezésre került az utolsó darab is a kiváltásukat az utódjuk az MAN Lion’s City DD tette lehetővé. Selejtezésük után emeletes mivoltuk miatt városnéző buszként kerültek továbbértékesítésre bel és külföldön egyaránt.